# 情色文學
情色文學，是指以文字敘述形式的情色作品。以書寫體裁而言，除了小說外，也有以詩、詞等韻文寫成的作品。
以文學定義與價值而論，情色文学除了在性心理描寫之外，必須要足以反映其社會時代背景等相關訊息，否則若只是單純描述肉體感官刺激以激發讀者性慾，只能稱為性欲描写（如色情），並不在文学範圍之列。

## 作品發表與蒐集
情色在不少社會中皆被視為禁忌，部份地區法律上禁止，常有作者不明或散佚的情況。
許多現代的情色文學，因為作者的隱姓埋名，加上法律的問題，因此許多文章集散地多設在美國等法律上沒特別問題的地方。但因為種種因素，這些蒐集的網站一直輪迴著舊的站台消失又興起新的站台。在P2P的世界，如eMule或BitTorrent等亦可發現文章蒐集。

## 逸事
梁实秋《文史消闲录续编》一书《怀念胡适先生》一文載：“大家在胡先生家聚会，徐志摩抱着一本精装的厚厚的大书，是德文的色情书，图文并茂，惹得一干人等争着看。”
李洪岩《钱锺书与近代学人》載錢鍾書替吴组缃開列四十几本英文淫书。
《吴宓日记》載：「是夕，因见衣肆玻璃橱上裸体美人之招牌，因共论西洋风俗之坏。陈君述其在法、意两国之经历。其最骇人者，如巴黎之裸体美人戏园。秘室之中，云雨之事，任人观览。甚至男与男交 ，女与女交，人与犬交，穷形尽相。每观一次，需钱凡三佛郎。陈君谓，到此地步，如身游地狱，魔鬼呈形。只觉其可惨可骇，而不见其可乐。」

## 古代作品

### 中國
一些被奉為經典的韻文作品，如《詩經·國風》的部份篇章，部份唐詩、宋詞作品等，有其獨特的文學藝術價值。
明末清初时盛行的艷情小說，則多為一般文學探討之外的性欲描写。其中《金瓶梅》為最知名、受到最多評論意見的作品之一，若干人物劇情取材自文學名著《水浒传》。
清代《好逑传》又名《俠義風月傳》，亦名《第二才子好逑傳》。在19世紀即有外國譯本，被介紹至歐洲。

### 古印度
- 《欲经》

### 日本
- 17世紀，井原西鶴的作品《好色一代男》、《好色一代女》等。

## 相關及衍生
日本
- 《失樂園》，渡邊淳一

英國
- 《查泰萊夫人的情人》，D·H·勞倫斯

華語地區
在中国，若干文字作品在1980年代已有較為赤裸的性描写，1990年代則有更多相關作品：
- 《废都》，贾平凹1993年的长篇小说，2009年解禁。
- 《白鹿原》，1993年發表。2012年同名的改編電影作品上映。

2007年李安執導的電影《色，戒》，改編自張愛玲短篇小說《色，戒》，原刊於1978年在台灣《中國時報》“人間副刊”上問世，2008年才在香港的文化雜誌《瞄》中全文刊載。
2009年發表的《小團圓》，來自張愛玲遺稿。
坊間其他
- 《少女之心》，作者不明，文革手抄本之一。
- 《少年阿賓》，Ben（包括《房东太太》《初识钰慧》《南下夜行车之旅》等 70 个短篇故事，故事具有连续性）

## 外部連結
報導
- 文革手抄本《少女之心》重现 真伪之争难平 （页面存档备份，存于）
- 《恶魔岛风云史汇编》
- Mans-Play.com香港情色故事網 （页面存档备份，存于）